# Baie Sainte-Anne
Pour les articles homonymes, voir Sainte-Anne.
La Baie Sainte Anne est un des deux district de l'île Praslin aux Seychelles.

## Géographie

### Démographie
Le district de la Baie Sainte Anne couvre 25,1 km2 et compte 3 655 habitants (2002).